# (217) Эвдора
(217) Эвдора (греч. Ευδώρα) — сравнительно небольшой астероид главного пояса. Судя по очень низкому альбедо, он, вероятно, состоит из углистых хондритов. Исследования, проведённые в 2007 году, показали, что блеск астероида меняется каждые 25,253 ± 0,003 часа, и это соответствует его периоду вращения. 

Орбита астероида Эвдора и его положение в Солнечной системе
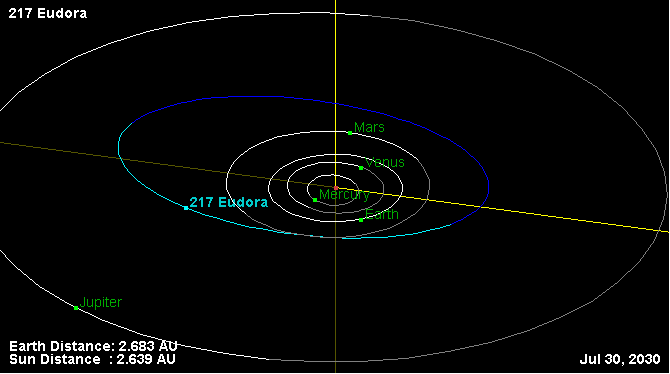
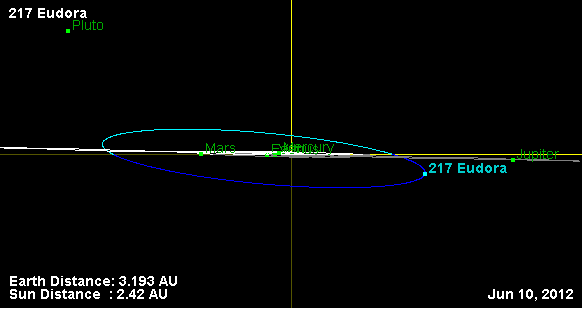

Открыт 30 августа 1880 года французским астрономом Ж. Коджа (это был четвертый обнаруженный данным учёным астероид) в обсерватории близ Марселя, Франция и назван в честь Эвдоры, или Евдоры, гиады в древнегреческой мифологии.